# 佐呂間山
佐呂間山（さろまやま）は、北海道の北見市と常呂郡佐呂間町の2市町にまたがる標高515.3mの山である。山頂には二等三角点「佐呂間山」が設置されている。

## 概要
北見山地東部の仁頃山からイワケシ山にかけて伸びる尾根上に位置する天北山系の山である。
山名の「佐呂間」はアイヌ語の「サロ・オマ・ペット（葦のあるところ）」が由来とされ、日本最大の汽水湖であるサロマ湖が知られている。
山頂への登山道は存在しない。メインのアプローチは道道103号から高田の沢橋を越えた後、高田の沢林道で山頂に近いところまで行けるため時間はそこまでかからないものの、一部は藪に覆われるため藪漕ぎをして登る必要がある。